# Northrop YB-49
Northrop YB-49 je bil prototip osemmotornega reaktivnega strateškega bombnika. Razvilo ga je podjetje Northrop Corporation kmalu po koncu 2. svetovne vojne. YB-49 je uporabljal tehnologijo letečega krila. Imel je reaktivni pogon, za razliko od propelerskih predhodnikov XB-35 in YB-35. Dva YB-49 sta bile predelana iz YB-35.
YB-49 ni vstopil v serijsko proizvodnjo, namesto njega so naročili propelerske Convair B-36. Je pa YB-49 zelo vplival na razvoj kasnejših letal kot npr. stealth bombnik B-2 Spirit

## Tehnične specifikacije (YB-49)
Podatki iz National Museum of the United States Air Force
Splošne karakteristike
- Posadka: 7
- Dolžina: 53 ft 1 in (16,0 m)
- Razpon kril: 172 ft 0 in (52,4 m)
- Višina: 20 ft 3 in (6,2 m)
- Površina kril: 4000 ft² (371.6 m²)
- Aeroprofil: NACA 65-019 koren, NACA 65-018 konec
- Teža praznega letala: 88442 lb (40116 kg)
- Naložena teža: 133559 lb (60581 kg)
- Maks. vzletna teža: 193938 lb (87969 kg)
- Pogon letala: 8 (6 J35-A-19 na YRB-49A) × Allison/General Electric J35-A-5 turboreaktivni motor, 4000 (5000 za J35-A-19) lbf (17 kN) vsak

 Zmogljivost 
- Maks. hitrost: 495 mph (793 km/h)
- Doseg: 9978 mi (16057 km) največji dolet
- Bojni radij: 1615 mi (2599 km)
- Višina leta: 45700 ft (13900 m)
- Hitrost vzpenjanja: 3758 ft/min (19,1 m/s)
- Obremenitev kril: 33 lb/ft² (163 kg/m²)
- Razmerje potisk/teža: 0,23

Oborožitev

- Strelno orožje: 4 × .50 in (12.7 mm) stronice
- Bombe: 32000 lb (14500 kg)